# Cerro El Cóndor
Der Cerro El Cóndor ist ein 50 m hoher Hügel auf der Livingston-Insel im Archipel der Südlichen Shetlandinseln. Er ragt unmittelbar westlich des Playa Marko auf der Ostseite des Kap Shirreff, dem nördlichen Ende der Johannes-Paul-II.-Halbinsel, auf.
Wissenschaftler der 45. Chilenischen Antarktisexpedition (1990–1991) benannten ihn so, weil sein Schattenwurf sie an einen Kondor mit ausgebreiteten Flügeln erinnerte.